# Marmelar
Marmelar é uma aldeia portuguesa do Município da Vidigueira que foi sede da extinta Freguesia de Marmelar, freguesia que foi integrada na freguesia de Pedrógão.
A Freguesia de Marmelar esteve englobada no termo de Beja, depois do concelho de Cuba e por último do (atual município) de Vidigueira.
Das suas origens nada sabemos, mas alguns testemunhos arquitectónicos revelam-nos uma aldeia muito antiga. Situada na margem direita do Guadiana, Marmelar desfrutou sempre de condições propícias à instalação humana, como são testemunha as Antas de Corte Serrão, que nos dão conta da ocupação desta região durante o período neolítico em que se prestava culto aos mortos através da construção de monumentos funerários.
É igualmente digna de destaque e de uma visita a Igreja de Santa Brígida. Esta relíquia terá sido oferecida por um Grão-Mestre dos Hospitalários, após a sua peregrinação à Terra Santa. É local de peregrinação desde então.